# MA-1

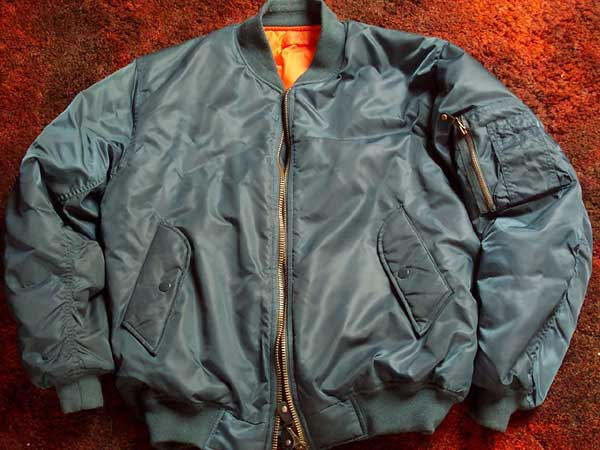
Современная куртка MA-1.

MA-1 (англ. MA-1 bomber/flight jacket) — лётная куртка, созданная для пилотов ВВС США. Первая нейлоновая куртка была разработана в 1944 году, её назвали пилотной курткой B-15 (MIL-J-6251), она имела воротник из стриженой овчины, трикотажные манжеты рукавов и предназначалась для пилотов высотных бомбардировщиков ВВС США. После нескольких лет выпуск B-15 был прекращён, и начато производство MA-1. Её производство было продиктовано изменением конструкции самолётов, увеличением скорости и высоты полёта, как следствие ужесточения погодных условий в кабине самолёта. Новые требования заключались в сохранении тепла тела пилота при температурах от -18° до +15° по Цельсию.

## История и описание
Первая куртка MA-1 была выпущена в конце 1949 года. Условия её применения были расширены уже для пилотов военно-морского флота и лётных экипажей Военно-воздушных сил Соединённых Штатов. Небольшое количество было также выпущено для лётного состава армии. Куртка MA-1 сначала появилась вне США в очень небольших количествах в начале 1960-х годов, вероятно на чёрном рынке и при продажах правительственных излишков в Европе.
MA-1 была сконструирована Военно-воздушными силами для того чтобы стать промежуточной (облегчённой) лётной курткой для круглогодичного использования. Это было выполнено путём изготовления MA-1 из высококачественного нейлона и полиэфира. Конструкция «лёгкого» нейлона позволила пилоту при тёплой погоде носить расстёгнутую куртку и быть удобной; по входе в самолёт, пилот имел возможность быстро её застегнуть и быть подготовленным к холодным условиям, с которыми можно столкнуться в полёте.
У куртки MA-1 перестали использовать меховой воротник из стриженой овчины и заменили трикотажным воротником. Это было сделано, потому что воротник из меха мешал использованию парашюта, надевавшегося на пилотов. В более поздних моделях (J-8279D, около 1960 г.), куртка MA-1 стала двухсторонней, была добавлена яркая подкладка цвета Индийский Оранжевый. Если происходило аварийное приземление, и пилоту удавалось спастись, он мог надеть куртку оранжевой стороной наружу, подавая, таким образом, отчётливо видимый оптический сигнал команде спасателей. Некоторые модели были снабжены пояснительным текстом на языках азиатского региона в котором говорилось, что владелец куртки не говорит на местном языке, он американский лётчик и просит его сопроводить в американское посольство.
MA-1 и её родоначальница, B-15, изначально производились в 2 цветах: Шалфейный зелёный (Sage Green) и «полуночный» синий (Midnight Blue). Синий цвет первоначально использовался в войсках, но вскоре был заменён на шалфейный зелёный. Во время войны в Корее, (1950—1953) пилотная одежда была очень разнообразна от множества периодов и цветов. Вскоре был окончательно принят зелёный цвет, потому что он легко маскировал пилотов с окружающей средой на земле. Современные куртки MA-1 выпускаются как в классических, так и в новых цветовых решениях. Чёрный, красный, голубой, серебряный, серый, жёлтый и другие.
По мере того как куртка MA-1 не только хорошо держит тепло, но и очень удобна, она стала очень популярна в урбанистических пространствах холодной европейской зимы, и зимы в Австралии. В Америке носят более длинные шерстяные пальто, выполненные в стиле одежды трудовых слоёв общества в Европе и Австралии горячо приняли куртку MA-1 как удобную, недорогую и тёплую форму одежды. Однако, популярную и известную в Европе как лётную куртку, известную так же как «бомбер», носят в Америке, на среднем, северном и южном Западе в зимние месяцы.
Куртку MA-1 производят несколько компаний: Alpha Industries из Теннеси, Propper International Inc., Mil Tec и другие.